# 중앙고지대

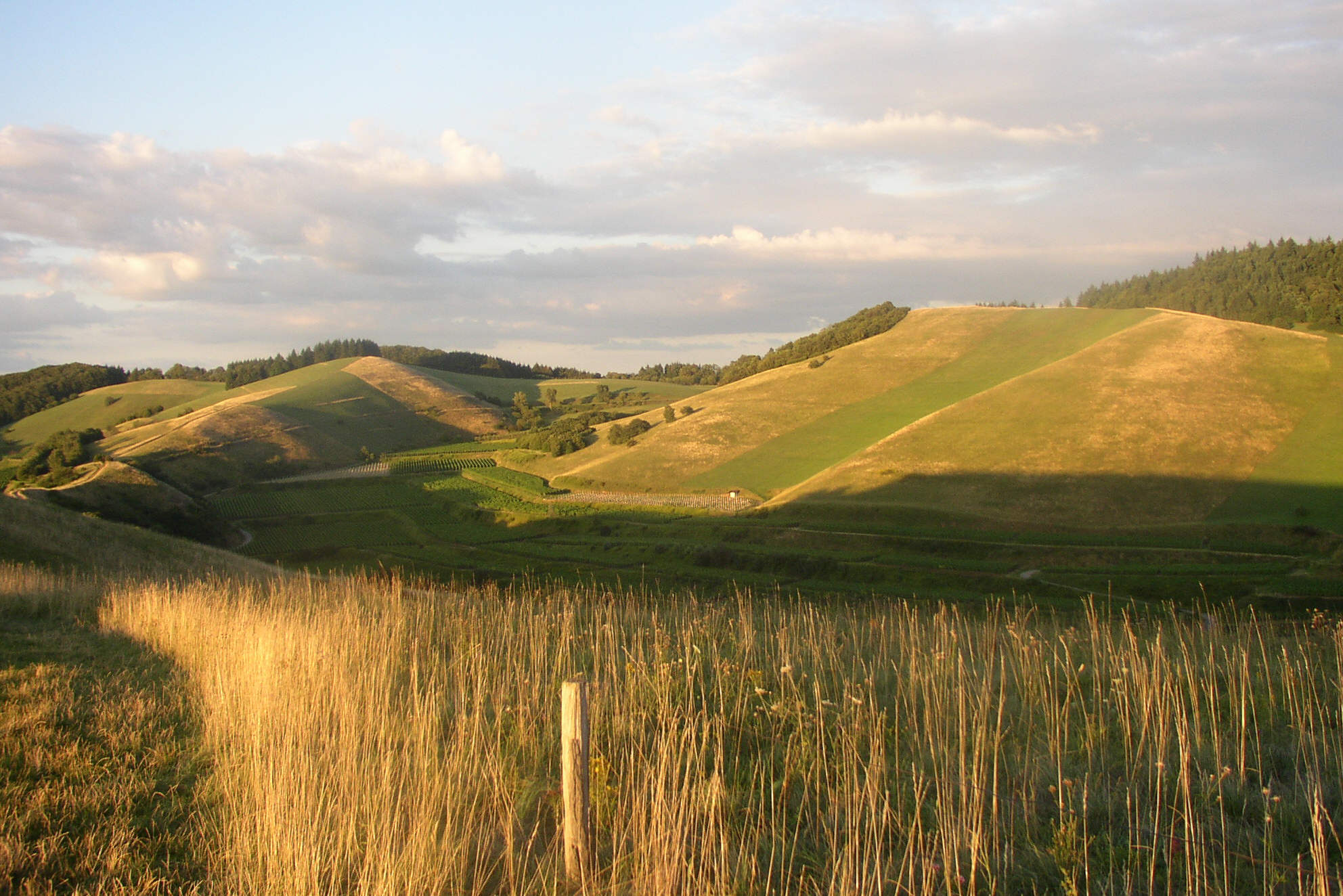
바덴뷔르템베르크 주의 카이저스툴 구릉지.

중앙고지대(독일어: die Mittelgebirge 디 미텔게비르게[*])는 독일의 3대 자연환경 중 하나다. 북쪽의 북독일 평원과 남쪽의 바이에른 산록지대의 사이에 있다.
독일 중앙고지대는 스칸디나비아와 브리튼섬의 산맥들, 그리고 우랄산맥과 함께 유럽에서 가장 오래된 산지지형에 속한다. 그만큼 침식도 많이 진행되어, 가장 높은 슈바르츠발트 일대가 해발 1,500 미터에 조금 못 미치는 등 높이는 고만고만하다.
3억 5000만 년 전 석탄기 시대에 지각판의 충돌로 오늘날의 중앙유럽 자리에 바리스키 산맥이 생겨났다. 바리스키 산맥은 페름기부터 일찌감치 침식되기 시작했다. 2억 2500만년 전 트라이아스기에는 바다에 잠겼다가 다시 육지가 되었다가를 반복하면서 신적색사암을 형성했다. 쥐라기에는 석회암이, 백악기에는 말 그대로 백악이 주로 퇴적되었다.
7000만 년 전, 신생대 제3기에 알프스 조산운동이 시작되었다. 그 결과 바리스키 산맥은 수많은 단층으로 뒤틀려 흔적만 남아 버렸는데, 그 흔적이 독일 중앙고지대다. 그래서 이 지역에는 지구(라인강 상류계곡)와 지루(하르츠 중간산악)와 단층지괴(오레산맥) 등 구조지형들이 다양하다.

## 같이 보기
- 독일의 지리

## 참고 자료
- Dickinson, Robert E (1964). Germany: A regional and economic geography (2nd ed.). London: Methuen. ASIN B000IOFSEQ.